# 슈농소성

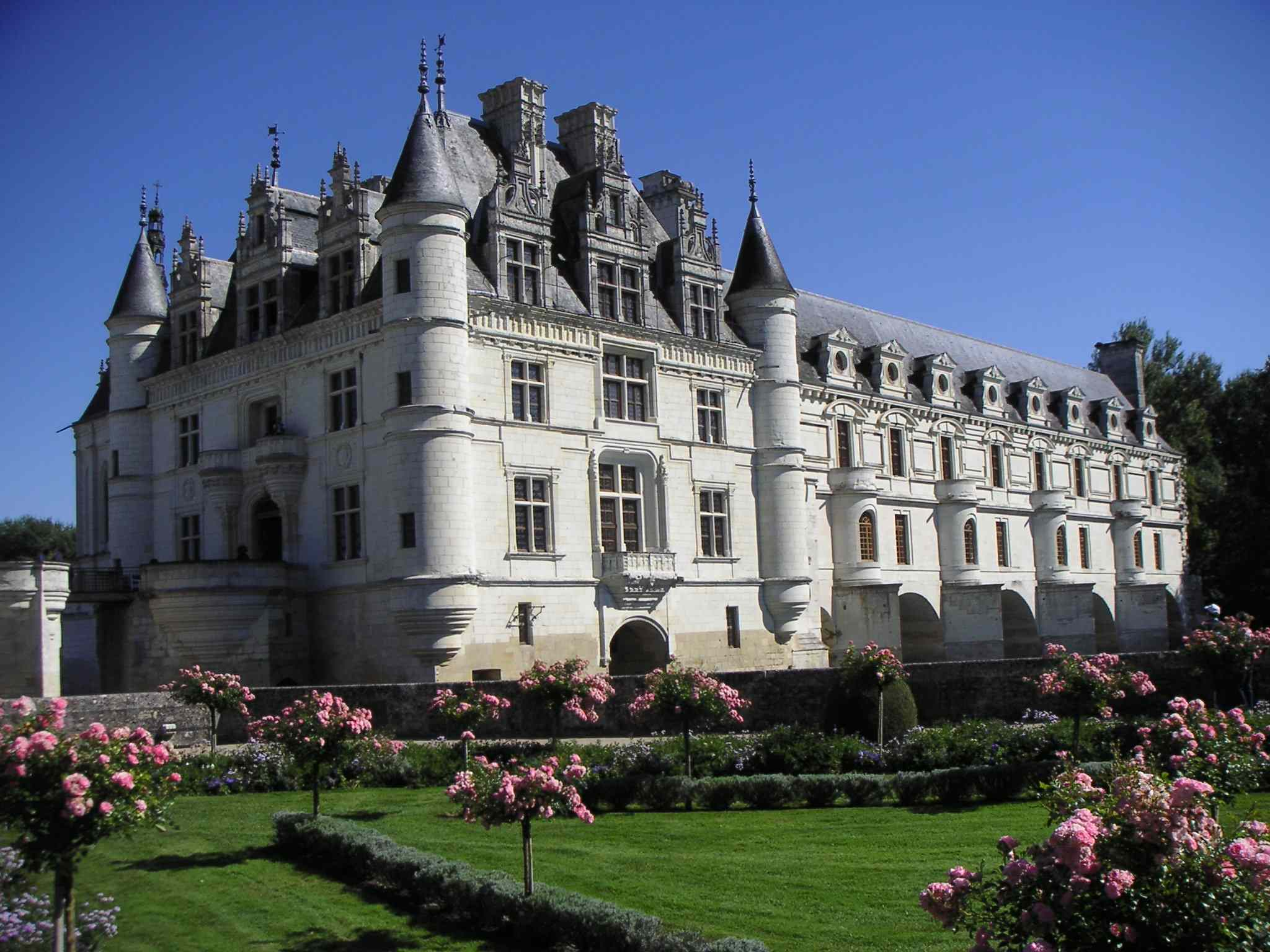

쇼농소 성(프랑스어: Château de Chenonceau)은 프랑스 루아르 계곡의 앵드르에루아르주 내, 작은 마을인 슈농소 근처, 쉐르 강에 있던 오래된 방앗간 자리에서 성이다. 슈농소 성에 대한 언급은 11세기 글에도 나타나며,현재의 슈농소 성은 1514년부터 1522년까지 건설되었다.

슈농소 성 - Château de Chenonceau
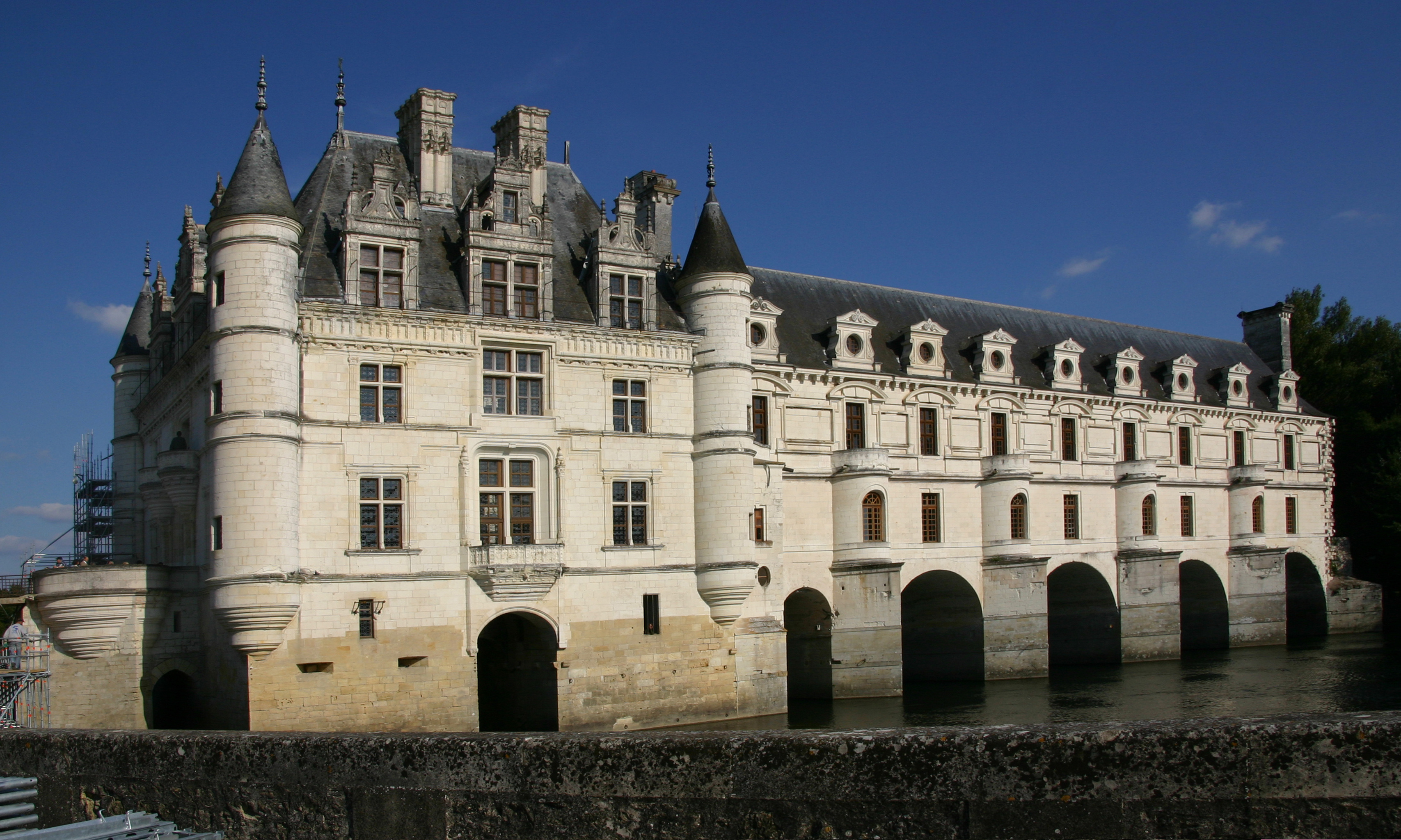
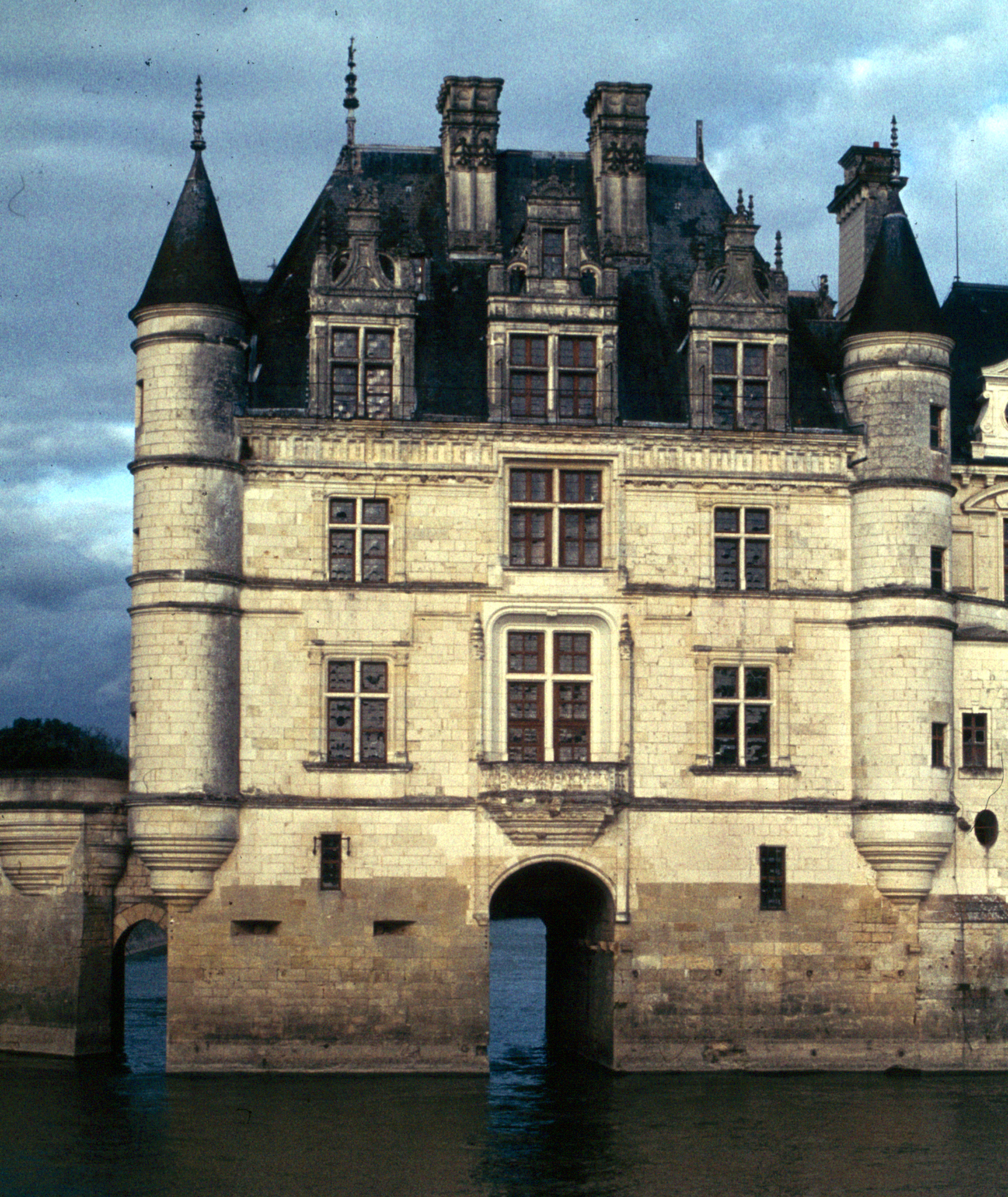
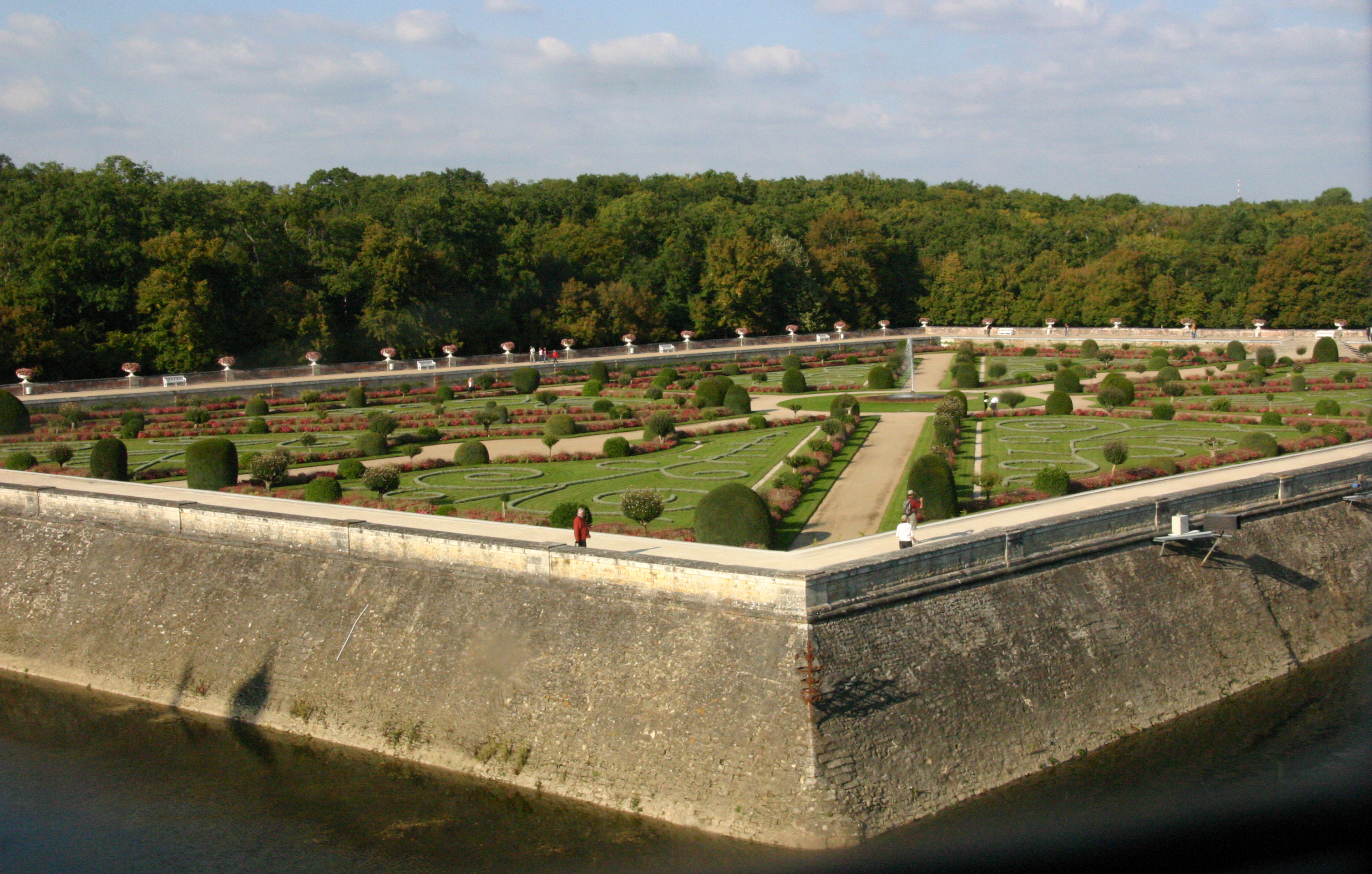
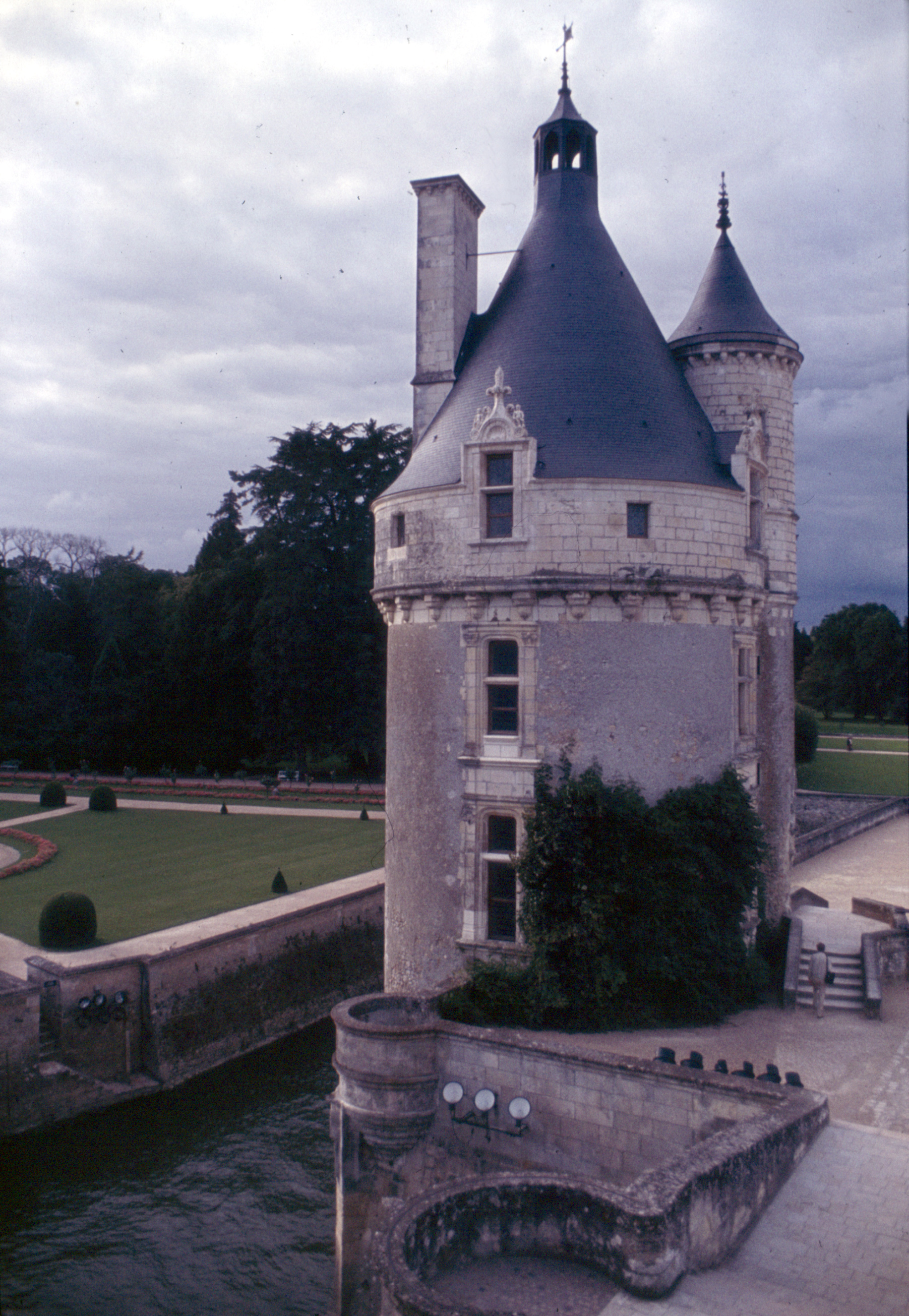

## 같이 보기
- 몽소로성